# Focke-Wulf Fw 61
Die Focke-Wulf Fw 61 (später als Focke-Achgelis Fa 61 bezeichnet) war ein Versuchs-Hubschrauber, mit dessen Konstruktion Henrich Focke bereits 1932 begonnen hatte. Nach seinen Entwürfen wurden bei der von ihm und Georg Wulf 1923 gegründeten Focke-Wulf Flugzeugbau AG in den Jahren 1935 und 1936 unter Anwendung des Prinzips der seitlichen Rotoren zwei Exemplare gebaut. Sie erwiesen sich schnell als die ersten gebrauchsfähigen Hubschrauber der Welt.

## Entstehung
Durch die Beschäftigung mit den bei Focke-Wulf in Lizenz gebauten Tragschraubern Cierva C.19 und C.30 sowie mit der anschließenden wenig erfolgreichen Eigenentwicklung Fw 186 war Henrich Focke 1932 zu dem Schluss gekommen, dass deren Unzulänglichkeiten und begrenzte Einsatzfähigkeit nur durch einen wirklichen Hubschrauber zu beseitigen wären. Die zu überwindenden Probleme wurden ihm bald bewusst. So waren Fragen der Stabilität sowie der Steuerbarkeit zu lösen; vor allem aber musste ein Weg gefunden werden, bei Motorausfall oder dem Bruch einer Antriebswelle den Hubschrauber sicher zu Boden bringen zu können. Über die Eigenschaften eines Rotors lagen sowohl vom Erfinder des Tragschraubers, dem in England arbeitenden Spanier Juan de la Cierva, als auch durch Arbeiten von Glauert und Lock verwendbare Ergebnisse vor. Dennoch waren zunächst weitgehende Berechnungen nötig, um Modelle bauen zu können, die dann im Windkanal untersucht werden konnten.
Focke entschied sich für die Anordnung von zwei gegenläufig drehenden Rotoren, die für Symmetrie in jeder Beziehung sorgen würden. Ein freifliegendes, von einem kleinen Zweitaktmotor angetriebenes Modell brachte 1934 die ersten Erfolg versprechenden Ergebnisse. Es ist im Deutschen Museum zu sehen. Am 9. Februar 1935 erhielt Focke vom Reichsluftfahrtministerium (RLM) den Auftrag zum Bau eines Prototyps, der die Bezeichnung Fw 61 bekam, von Focke selbst aber immer nur „F 61“ genannt wurde. Flieger-Hauptstabs-Ingenieur Roluf Lucht vom Technischen Amt des RLM war es, der für die Erweiterung des Auftrags auf ein zweites Flugzeug sorgte, was am 19. Dezember 1935 geschah.

## Erprobung
Der erste Prototyp, die V1 D-EBVU, Wnr. 931, wurde zum Jahresende 1935 fertiggestellt. Ewald Rohlfs begann damit die ersten – noch gefesselten – Versuchsflüge in einer Halle in Hemelingen, wohin Focke von den maßgebenden Herren seiner eigenen Firma „verbannt“ worden war. Den ersten Freiflug konnte Rohlfs erst am 26. Juni 1936 vornehmen, weil Rohlfs auf Druck Udets erst aus Südamerika zurückgeholt werden musste, wohin ihn die dem ganzen Projekt abweisend gegenüberstehende Firmenleitung im Frühjahr 1936 geschickt hatte. Bis Anfang August waren die Versuche so weit gediehen, dass die E-Stelle Rechlin an das Nachfliegen denken konnte, womit Walther Ballerstedt beauftragt wurde. Dieser brachte gewisse Erfahrungen vom Fliegen mit einem der Tragschrauber C.30 mit. Trotzdem bestand der übervorsichtige Focke darauf, auch ihn zuerst nur gefesselt fliegen zu lassen. Ballerstedt war sehr angetan von den Eigenschaften des neuen Geräts, fand lediglich die Steuerung der Höhe, die ja durch Änderung der Rotorblatt-Anstellwinkel sowie die Gashebelbedienung und damit durch Änderung der Rotordrehzahl erfolgte, als zu empfindlich. Udet, der inzwischen das Technische Amt von General Wilhelm Wimmer übernommen hatte, war begeistert und drängte darauf, den Hubschrauber möglichst bald der Öffentlichkeit vorzustellen. Die inzwischen ebenfalls fertig gewordene V 2 D-EKRA, Wnr. 1789, konnte, wieder mit Rohlfs, im Frühjahr 1937 zum Erstflug starten. Am 10. Mai 1937 gelang ihm damit auch die erste Autorotationslandung mit abgestelltem Motor.

## Rekordflüge
Im Juni 1937 erfuhr die Öffentlichkeit, dass Rohlfs mit diesem Flugzeug am 25. und 26. Juni 1937 alle Hubschrauber-Weltrekorde in das Deutsche Reich geholt hatte. Die Bestleistungen anderer Hubschrauber lagen über Jahre bei einer Flugzeit von 10 min (d’Ascanio) oder bei nicht mehr als 1 km Flugstrecke (Pescara) und 18 m Flughöhe (Œhmichen); erst im November 1936 waren sie von Breguet mit seinem Hubschrauber auf 1:02 h, 44,69 km in geschlossener Bahn und 158 m gesteigert worden. Die Fw 61 erreichte eine Höhe von 2439 m, eine Flugzeit von 1 h 20 min 49 s, eine Geschwindigkeit von 122,553 km/h über eine Strecke von 20 km und eine Flugstrecke von 80,604 km in geschlossener Bahn. Diese Werte überbot Flugkapitän Dipl.-Ing. Carl Bode (1911–2002) am 20. Juni 1938 mit 230,248 Kilometern durch einen Flug von Faßberg nach Rangsdorf nochmals erheblich; mit 3427 m stellte er zudem am 29. Januar 1939 mit der V2 auch Rohlfs alten Höhenrekord ein.

## Eine neue Firma

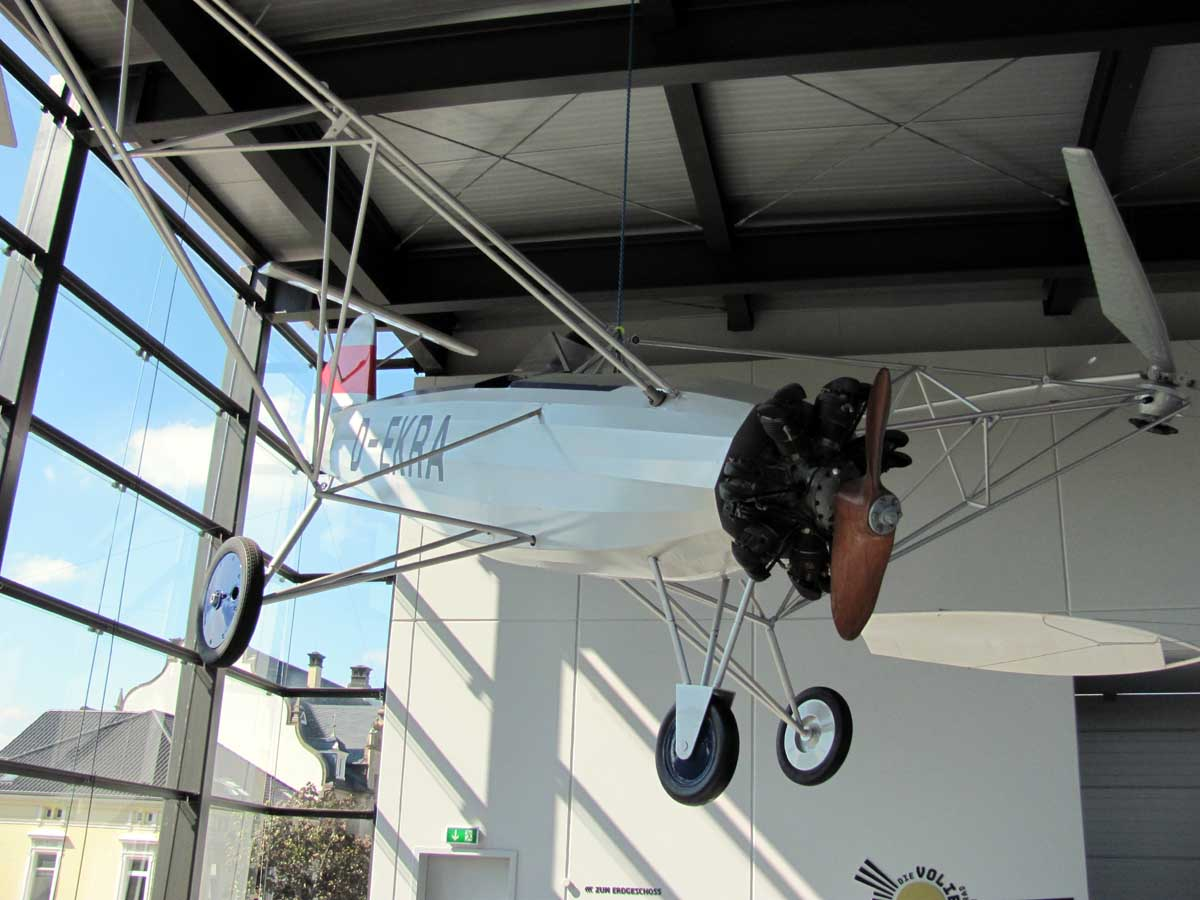
Fw 61 im Hubschraubermuseum Bückeburg (Nachbau in Originalgröße)

Andauernde Schwierigkeiten mit seiner alten Firma bewogen Focke, sich von ihr zu lösen und zusammen mit dem bekannten Kunstflieger Gerd Achgelis am 27. April 1937 die Firma Focke-Achgelis zu gründen, an der die Weser Flugzeugbau beteiligt war. Die weitere Betreuung der beiden Hubschrauber, die wie alle Neuentwicklungen Reichseigentum waren, ging auf die neue Firma über. Da Rohlfs sich entschloss, bei Focke-Wulf zu bleiben, stellte Focke für die Fortsetzung der Versuche auf Anraten Udets Carl Bode ein. Dieser hatte als Mitglied der Akaflieg Hannover zur Siegermannschaft des Deutschlandfluges 1933 gehört und wechselte nun nach Tätigkeiten bei der E-Stelle Rechlin und bei Arado zu Focke-Achgelis. Die nächsten beiden Piloten, die das neue Gerät zu fliegen hatten, waren Carl Francke von der E-Stelle Rechlin und Hanna Reitsch; letztere eigentlich unerlaubterweise. Beinahe hätte sie ihren ersten Flug mit einem Bruch beendet, weil sie die Schwierigkeit des Hubschrauberfliegens unterschätzt hatte. Bei einem Flug von Bremen nach Tempelhof, den sie zunächst wegen zu hoher Öltemperatur und dann nochmals in Stendal wegen zu ungünstigen Wetters unterbrechen musste, konnte sie beim Flug von dort bis Berlin am 25. Oktober 1937 zwischenzeitlich den Streckenrekord auf gerader Strecke auf 109 km erhöhen.
Nach den Erfolgen durch Rohlfs, Reitsch und Bode drängte Udet auf die sofortige Aufnahme der Serienproduktion. Der Konstrukteur konnte ihn aber unter Hinweis auf die Einsitzigkeit und die damit nicht gegebene Möglichkeit zur Einweisung durch einen zweiten Flugzeugführer sowie auf die fehlende Nutzlast davon überzeugen, dass zuerst ein mindestens zweisitziges Nachfolgemuster gebaut und erprobt werden müsse, bevor an eine Serienfertigung zu denken wäre. Als Ergebnis begann die Arbeit an einem zweisitzigen Nachfolger mit der Bezeichnung Fa 224 Libelle, der von einem 280 PS (206 kW) leistenden Hirth HM 508 oder einem Argus-As-10-C-Motor mit 270 PS (198 kW) angetrieben werden sollte. Der Entwurf kam über eine Attrappe nicht hinaus und wurde bei Kriegsausbruch zugunsten der ebenfalls bereits in Arbeit befindlichen Fa 223 Drache endgültig eingestellt.

## Die Vorführung in der Deutschlandhalle
Udet war so begeistert von dem neuen Fluggerät, dass er gleich eine andere Idee vorbrachte. In der Deutschlandhalle in Berlin wurde gegen Jahresende 1937 eine sogenannte Kolonialschau mit dem Titel Ki sua heli vorbereitet. Er setzte durch, dass der neue Hubschrauber in der für den Februar 1938 geplanten Revue im Fluge vorgeführt werden sollte. Mit der V2, die per Eisenbahn nach Berlin gebracht worden war, begannen Bode und Hanna Reitsch am 10. Februar die Vorbereitungen, die zunächst ohne Schwierigkeiten über die Bühne gingen. Bei Bodes zweitem Flug am 13. Februar – in Anwesenheit des Staatssekretärs Milch und Udets – brach jedoch durch Ermüdung das rechte Kardangelenk, der Hubschrauber kippte nach rechts, der Rotor zersplitterte am Boden und Bode musste sich aus der auf dem Rücken liegenden D-EKRA herauswinden. Eigentlich wäre dieser Vorfall Grund genug gewesen, das Fliegen in der dann voll besetzten Halle sein zu lassen. Alle Bedenken wurden jedoch zur Seite geschoben. Schnell wurde die V1 nach Berlin geschafft und in Tag- und Nachtarbeit für die am 19. Februar stattfindende Premiere bereitgemacht. Das Kennzeichen D-EBVU am Rumpf wurde entfernt und durch die Aufschrift „Deutschland“ ersetzt. So konnte Hanna Reitsch bei der Premiere und dann von da an täglich – insgesamt 18 Mal – die neueste technische Errungenschaft in der Fliegerei ohne weitere Vorkommnisse zeigen. Zu Udets Enttäuschung war das Publikum nur mäßig begeistert, wenn auch Hanna Reitsch persönlich sich nach dem Aussteigen jedes Mal über viel Beifall freuen konnte. Die Gründe für die flaue Reaktion der Zuschauer waren leicht zu erkennen. Einmal war es der Staub, den die Rotoren trotz vorheriger gründlicher Reinigung des Bodens den Zuschauern vor allem in den vorderen (teuren) Reihen in die Augen bliesen und zum anderen die Tatsache, dass während der Flugvorführung (im Februar) die Fenster geöffnet werden mussten und die Lüftung auf volle Leistung gebracht wurde. Der Grund dafür war, dass Hanna Reitsch bei einem der letzten Probeflüge in der Halle festgestellt hatte, dass sie den Gashebel viel weiter vorschieben musste, als das normalerweise nötig war. Diesen offensichtlichen Leistungsabfall des Motors hatte man auf die schlechten Luftverhältnisse zurückgeführt. Die erwartete Begeisterung des Publikums blieb somit aus. Selbst die Fachpresse reagierte auf die vermeintliche Sensation recht zurückhaltend. Oskar Ursinus war die Meldung in seiner Zeitschrift Flugsport gerade 1½ Zeilen wert. Henrich Focke aber erhielt im Oktober 1938 die Goldene Lilienthal-Medaille und am 12. November die Ehrendoktorwürde von seiner alten Technischen Hochschule Hannover.

## Verbleib der Maschinen

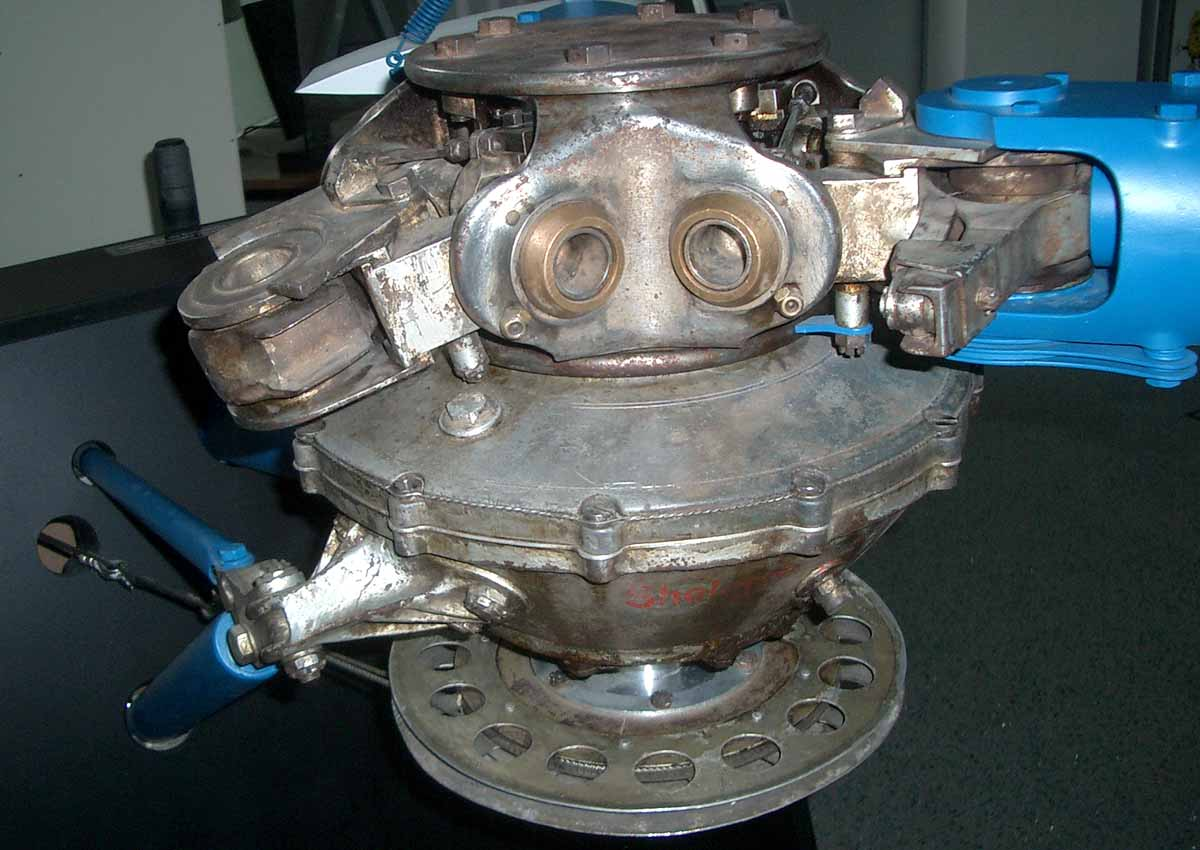
Originaler Rotorkopf der Fw 61 im Hubschraubermuseum Bückeburg

Mit der als Fa 61 bezeichneten V2 wurden noch bis in das Jahr 1941 hinein Versuche gemacht, teilweise bei der AVA in Göttingen. Sie wurde dann in Ochsenhausen bei Biberach eingelagert, dem neuen Sitz der Firma nach der Ausbombung in Hoykenkamp, und fiel möglicherweise bei Kriegsende den einziehenden Franzosen in die Hände. Die V1, die am Eingang des Bremer Werkes ausgestellt war, wurde beim Bombenangriff in der Nacht vom 3. auf den 4. Juni 1942 zerstört.
Im Jahr 2009 wurde in Ochsenhausen einer der Rotorköpfe der Fw 61 wieder aufgefunden. Er ist nunmehr im Hubschraubermuseum Bückeburg im Original zu besichtigen.

## Beschreibung
Für die beiden Hubschrauber, die Fw 61 V1 D-EBVU (Wnr. 931) und anschließend die Fw 61 V2 D-EKRA (Wnr. 1789), wurde der Rumpf der Einfachheit wegen von der Fw 44 Stieglitz übernommen und nur gering geändert. Er hatte jetzt nur noch einen offenen Führersitz, behielt sein normales Seitenleitwerk, auf das oben T-förmig eine fest abgestrebte, aber trimmbare Höhenflosse aufgesetzt war und bekam ein starres Bugradfahrwerk, wobei die Spornrolle beibehalten wurde. Die Haupträder waren bremsbar. Den Auftrieb lieferten zwei gegenläufig drehende Dreiblatt-Rotoren, die auf seitlichen, aus Stahlrohr geschweißten Auslegern gelagert waren. Angetrieben wurden sie von einem 7-Zylinder-Sternmotor Bramo 314 E, der unverkleidet im Rumpfbug befestigt war und zusätzlich durch einen kleinen Propeller gekühlt wurde. Der größte Teil der Motorleistung wurde über eine Kupplung und ein Verteilergetriebe durch in den Auslegerstreben gelagerte Wellen und über die in den Rotorköpfen sitzenden Kardangetriebe auf die Rotoren übertragen. Deren Blätter mit doppelt trapezförmigem Grundriss und größter Profiltiefe etwa bei einem Drittel der Länge, bestanden aus einem Stahlrohr als Träger, auf den zur Erzielung der nötigen Schränkung Holzrippen mit nach außen hin abnehmenden Einstellwinkeln aufgeschoben waren. Vorne ergab eine Sperrholznase die Form des symmetrischen Profils, während der hintere Teil mit Stoff bespannt war. Die Blätter waren mit Schlag- und Schwenkgelenken am Rotorkopf angelenkt. Gesteuert wurde um die Rollachse durch unterschiedliche Einstellwinkel an den beiden Rotoren. Für die Vorwärts- oder Rückwärtsbewegung, aber auch für die Drehung um die Hochachse wurden die Blätter bei jedem Umlauf so gesteuert, dass die Neigung der Schubresultierenden an jedem Rotor die gewünschten Steuerkräfte hervorbrachte. Die Steuereingaben wurden über Seilzüge und unter den Rotorköpfen angebrachte Seilscheiben auf diese übertragen (siehe Taumelscheibe). Besonders wichtig war eine Einrichtung, die bei Motorausfall oder Antriebswellenbruch eine sichere Landung ermöglichen sollte. Durch das Umlegen eines Hebels wurden die Einstellwinkel aller Blätter so weit verringert, dass sie eine Autorotation ermöglichten. Gleichzeitig wurde der Motor automatisch ausgekuppelt. Eine Landung im Gleitflug folgte. Der Vorgang war nicht umkehrbar. Nach der Betätigung des Hebels musste mit Autorotation gelandet werden.

## Technische Daten

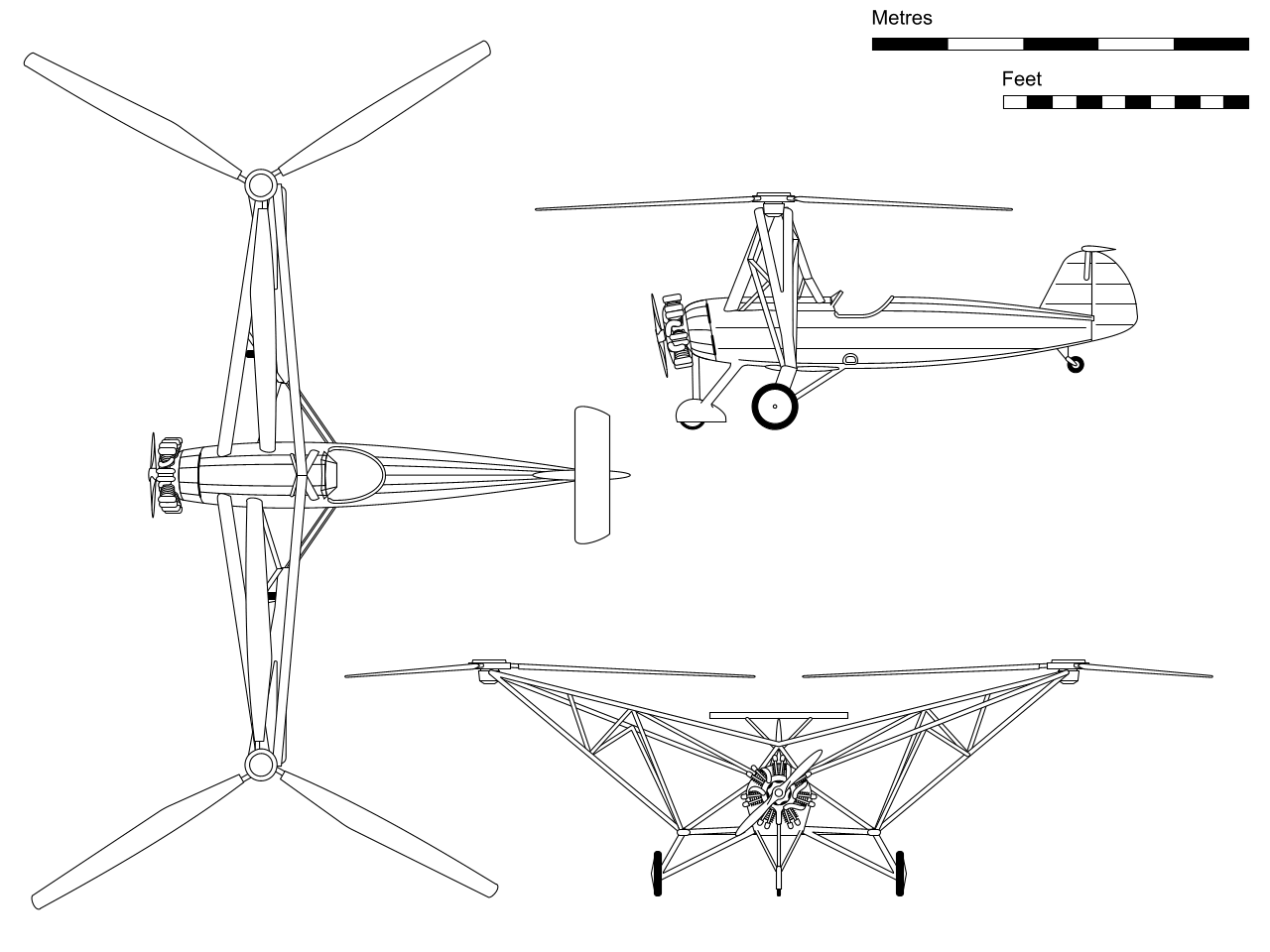
3-Seiten-Ansicht

| Kenngröße                       | Daten                                |
| ------------------------------- | ------------------------------------ |
| Besatzung                       | 1–2                                  |
| Länge                           | 7,29 m                               |
| Rotordurchmesser                | 2 × 7,00 m                           |
| Höhe                            | 2,64 m                               |
| Rotorkreisfläche                | 38,50 m²                             |
| Rotorkreisflächenbelastung      | 241,8 N/m²                           |
| Leistungsbelastung              | 84,6 N/kW                            |
| Leermasse                       | 818 kg                               |
| Zuladung                        | 132 kg                               |
| Nutzlast                        | 80 kg                                |
| Startmasse                      | 950 kg                               |
| Triebwerk                       | Bramo 314, 160 PS (118 kW)           |
| Höchstzulässige Geschwindigkeit | 145 km/h                             |
| Höchstgeschwindigkeit           | 122,553 km/h                         |
| Reisegeschwindigkeit            | 120–125 km/h                         |
| Steiggeschwindigkeit            | 1,0 m/s (senkrecht) 3,6 m/s (schräg) |
| Dienstgipfelhöhe                | 3427 m                               |
| Reichweite                      | 230 km                               |